# LCone
LCone (* 1994 in Rothenburg LU als Livio Carlin) ist ein Schweizer Rapper und Entertainer.

## Leben
Mit 14 Jahren begann LCone, seine ersten eigenen Texte zu schreiben und Musik zu machen. Er veröffentlichte sein erstes Video 2012 auf YouTube (Chom Baby). Zu Anfang konzentrierte sich das Schaffen des Rappers in erster Linie auf die regionale Szene. Daher lernte er schnell andere Luzerner Rapper kennen, wie beispielsweise Mimiks, Pablo, Marash & Dave und EffE. Seit 2014 ist LCone fester Bestandteil des Luzerner Rap-Kollektivs «041».
2015 veröffentlichte der Berner Produzent SAD gemeinsam mit LCone und ALI das Kollabo-Album «Inoue», das auf Platz 10 der Schweizer Albumcharts landete. Weiter nahm LCone am grössten Schweizer Rap-Textebattle «Bonker Inferno» in Luzern teil und gewann den Titel für den unterhaltsamsten Rap-Part. Diverse Gastauftritte auf Alben von Szene-internen Grössen, wie Knackeboul, Marash & Dave und Mimiks, folgten. Von 2013 bis 2018 arbeitete Livio Carlin im lokalen Kulturradio 3FACH in Luzern. Seit 2019 moderiert LCone zusammen mit Pablo Vögtli die Sendung "Bounce", welche auf Youtube oder auf der Internetseite von SRF ausgestrahlt wird. Ausserdem ist Livio Carlin im Team von SRF Impact als Reporter unterwegs.
Mit „Aaaschiss“ erschien am 27. April 2018 Carlins Debütalbum, welches auf Platz 9 der Schweizer Albumcharts landete.

## Diskografie

### Alben
- 2015: Inoue (mit Ali, Sad)
- 2018: Aaaschiss

### EPs
- 2009: LC1 (EP)
- 2010: Voll ned real (EP 1)
- 2011: Voll ned real (EP 2)
- 2021: EPone
- 2022: EPone 2

### Singles

#### Als Leadkünstler
- 2018: Bäumli (CH: Gold)[3]
- 2018: Y
- 2018: Scheissegal
- 2018: Dehei (CH: Gold)
- 2019: Sie Dreiht
- 2019: Mach ned so (mit Mimiks, EffE)
- 2020: Saurus (CH: Gold)
- 2020: Saurus Instrumental
- 2020: Chotze
- 2021: Chueche (mit Mimiks)
- 2021: Näbebi
- 2022: Fisch
- 2022: Lalala[4]
- 2022: Stück für Stück
- 2023: Vom Kaff id Charts (mit Mimiks)
- 2023: Loser mit Fame (mit Mimiks)
- 2023: Tekken Shit (mit Mimiks)

#### Gastbeiträge
- 2015: 2042 (mit Kackmusikk, EMM, Mimiks, Mike, Luzi, Marash, Dave, Pablo)
- 2016: Molotov Cypher (mit Crispy Dee, Kapo Kaplan, Chilli Mari, DJ Jesaya, Raboose, Ali, Shape)
- 2016: Lana (mit Kackmusikk, EMM, Ali)
- 2016: Öber dene Dächer (mit Eliel)
- 2016: 100 uf Schwarz (mit visu, Dave)
- 2016: Embora (mit Knackeboul)
- 2017: Mango (mit Marash & Dave)
- 2017: No Ziit (mit Ali, Mimiks)
- 2017: Reloaded (mit Mimiks)
- 2018: Gangsht [041 Remix] (mit Didi, Mimiks, Marash, EffE, Pablo, Ali, Dave)
- 2019: A-Team (mit Mimiks, Heezy Lee)

## Auszeichnungen und Nominierungen

### Auszeichnungen
- 2018: LYRICS Awards - Kategorie: "Best Song" (für Dehei)